# Ефремович, Вадим Арсеньевич
Вадим Арсеньевич Ефремович (16 октября 1903, Жмеринка, Подольская губерния — 1 мая 1989, Москва) — советский математик, профессор (1933), доктор физико-математических наук (1966).

## Биография
Родился 16 октября 1903 года в городе Жмеринка Подольской губернии. После того, как отец погиб в русско-японской войне, в 1906 году семья переехала в Винницу.
После окончания городской гимназии, в 1920 году, поступил на математическое отделение физико-математического факультета Московского университета. Одновременно поступил на механический факультет Московского высшего технического училища, занятия в котором прекратил в 1922 году, а МГУ окончил в 1924 году. В этом же году Ефремович поступил в аспирантуру НИИ математики и механики при Московском университете.
В 1929 году, после окончания аспирантуры, работал преподавателем в МГУ и МВТУ. С 1930 по 1937 годы был заведующим кафедрой математики в Смоленском педагогическом институте (ныне — государственный университет). В это же время был профессором Московского инженерно-строительного института.
Подвергался репрессиям — был арестован 14 апреля 1937 года по обвинению в агитации к свержению Советской власти; приговорен 2 декабря 1937 года к 10 годам исправительно-трудовых лагерей и четырем годам поражения в правах. В мае 1938 года этот приговор был отменен, а 2 июля 1940 года повторно был осуждён на восемь лет. Из заключения был освобожден в 1944 году по состоянию здоровья и полностью реабилитирован Военной Коллегией Верховного суда РСФСР 19 июня 1954 года.
Далее последовала работа в разных вузах СССР: с сентября 1944 по август 1949 года Ефремович был профессором Московского текстильного института; с сентября 1949 по август 1957 года — заведующим кафедрой математического анализа Ивановского педагогического института; с 1957 по июль 1962 года — профессором Московского инженерно-физического института; с 1962 по 1970 годы — старший научный сотрудник Математического института АН СССР им. В. А. Стеклова; с 1970 по 1974 годы — профессор математики Московского института стали и сплавов. В 1974—1984 годах он преподавал в Ярославском государственном университете, а затем, до конца жизни — в Шуйском педагогическом институте.
В 1968 году подписал «письмо 99» на имя министра здравоохранения СССР и генерального прокурора СССР в защиту насильственно помещённого в московскую психиатрическую больницу № 5 математика А. С. Есенина-Вольпина.
Умер 1 мая 1989 года в Москве. Похоронен на сельском кладбище недалеко от деревни Заборовье Конаковского района Тверской области.

## Личная жизнь
Был женат: жена — Бронислава Владимировна, дочь — Наталья.